# 淡眉雀鹛
，是雀形目雀鹛科的一种鸟类。

## 特征
淡眉雀鹛体重约15.3克，翼长约60.9毫米，嘴峰长约12.3毫米，喙宽度约3毫米，喙厚度约3.8毫米，跗蹠长约19.2毫米，尾长约52.4毫米。淡眉雀鹛是部分迁徙的鸟类，其栖息在密集的高大树木组成的森林中，食性为杂食性，主要食物来源是陆生无脊椎动物。

## 亚种
- ：分布于中国东南地区（广东至安徽）的山地森林。
- ：分布于海南 （华南）。[3]